# Стршешовице
Стршешовице (чеш. Střešovice) — городская часть Праги, которая расположена в районе Прага 6. Располагается между микрорайонами Дейвице, Воковице, Велеславин, Бржевнов и Градчаны. На своей территории не имеет ни одной станции метро. Стршешовице совсем небольшой район, но у него есть важная достопримечательность — костёл Святого Норберта, построенный в 19-м веке.

## Происхождение названия
К 993 году зарегистрировано сочетание „apud villam Tressowicz“, с 1845 года — Стршешовице. Предполагалось, что первоначальным название было «Стршешовице» или «Стршиешовице» от имени собственного — «Стршеш» или «Стршиеша». Но всё ещё нет однозначных сведений о происхождении названия «Стршешовице».

## История
Изначально Стршешовице принадлежали к королевскому имуществу, в 1143 были подарены Страговскому монастырю. В 1358 году Карл IV повелел вырубать леса и разводить виноградники.
Большинство исторических названий этих мест обязано своим происхождением как раз виноградникам. Например, Оржеховка, которая впоследствии стала садом Боржековка и была куплена Яном Криштофом Боржеком в 1720 году. Андел, когда-то имущество Страговского монастыря, получил своё название в честь Девы Марии, покровительницы ангелов; её скульптура была установлена во дворе. Улица «Na bateriích» названа по пушечным батареям прусской армии, которые были здесь расставлены в 1757 году.

## Части района Стржешовице
- Старое Стржешовице (Большое Стршешовице) —часть района, которая располагается на севере стржешовицкого холма.
- Стржешовички (Малое Стржешовице) — находится напротив Большого Стршешовице на южной стороне стржешовицкого холма, на котором находится костёл святого Норберта.
- Оржеховка — часть Стршешовиц, которая стала застраиваться только в первой половине 20-го века. Построена по проекту Ярослава Вондрака и Яна Шенкиржа. Центр Оржеховки находится на Махаровой площади со зданием киноцентра «Оржеховка».
- Батерие — часть района, которая располагается между Стршешовицами и Бржевновом. Пространство района Батерие ограничено с юга улицей На Батериих, на севере находятся стржешовицкие скалы, на западе на Бржевнове располагается Центральная Военная Больница, на востоке район кончается площадью „пржед Батериеми“.

Также в Стржешовице входят совсем небольшие районы, такие как: Петынка, Анделка, Губалка и Малованка.

## Улицы
Buštěhradská, Cukrovarnická, Dělostřelecká, Farní, Hládkov, K Bateriím, Klidná, Lomená, Macharovo nám., Malá, Myslbekova, Nad Hradním vodojemem, Nad Octárnou, Nad Panenskou, Nad Petynkou, Na Dračkách, Nad Vojenským hřbitovem, Na Bateriích, Na Hubálce, Na Klínku, Na Kocourkách, Na Malovance, Náměstí Před bateriemi, Na Ořechovce, Na Petynce, Na Pěkné vyhlídce, Na Průseku, Norbertov, Nový Lesík, Otevřená, Pevnostní, Pod Andělkou, Pod Bateriemi, Pod Hradbami, Pod Kostelem, Pod Ořechovkou, Pod Novým lesem, Pod Vyhlídkou, Sibeliova, Slunná, Spojená, Starostřešovická, Strmá, Střešovická, Špálova, U Andělky, U Laboratoře, U Podchodu, U Přechodu, U Střešovických hřišť, U Šesté baterie, V Průhledu, Ve Střešovičkách, Východní, Za Hládkovem, Západní, Za Pohořelcem, Za Průsekem, Zbrojnická

## Транспорт
- Трамваи: 1, 2, 18, 25
- Автобусы: 143, 174, 180, 216

## Знаменитости
Актёры: Ярослава Адамова, Владимир Брабец, Ива Янжурова, Станислав Ремунда, Сабина Ремундова, Теодора Ремундова, Йиржи Сухи, Йиржина Шворцова и Ян Тржиска

Поэты: Богумила Грёгерова и Йосеф Гиршал

Художники: Эмил Филла, Карел Голан, Мирослав Голы и Вацлав Шпала

Скульпторы: Богумил Кафка, Курт Гебауэр и Карел Стадник

Композиторы: Иша Крейчи, Павел Боржковец и многие другие.

## Фотографии

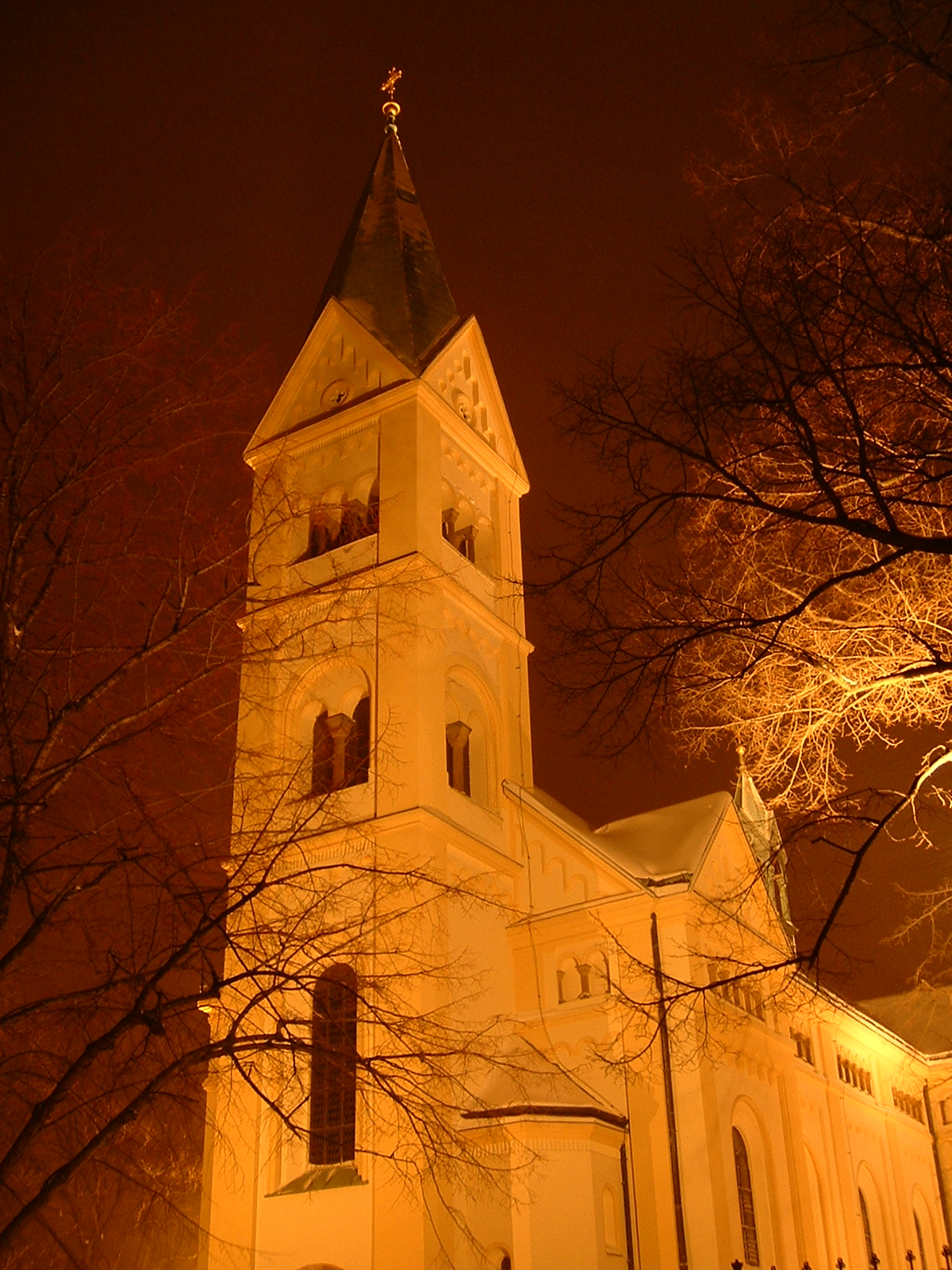
Костёл святого Норберта
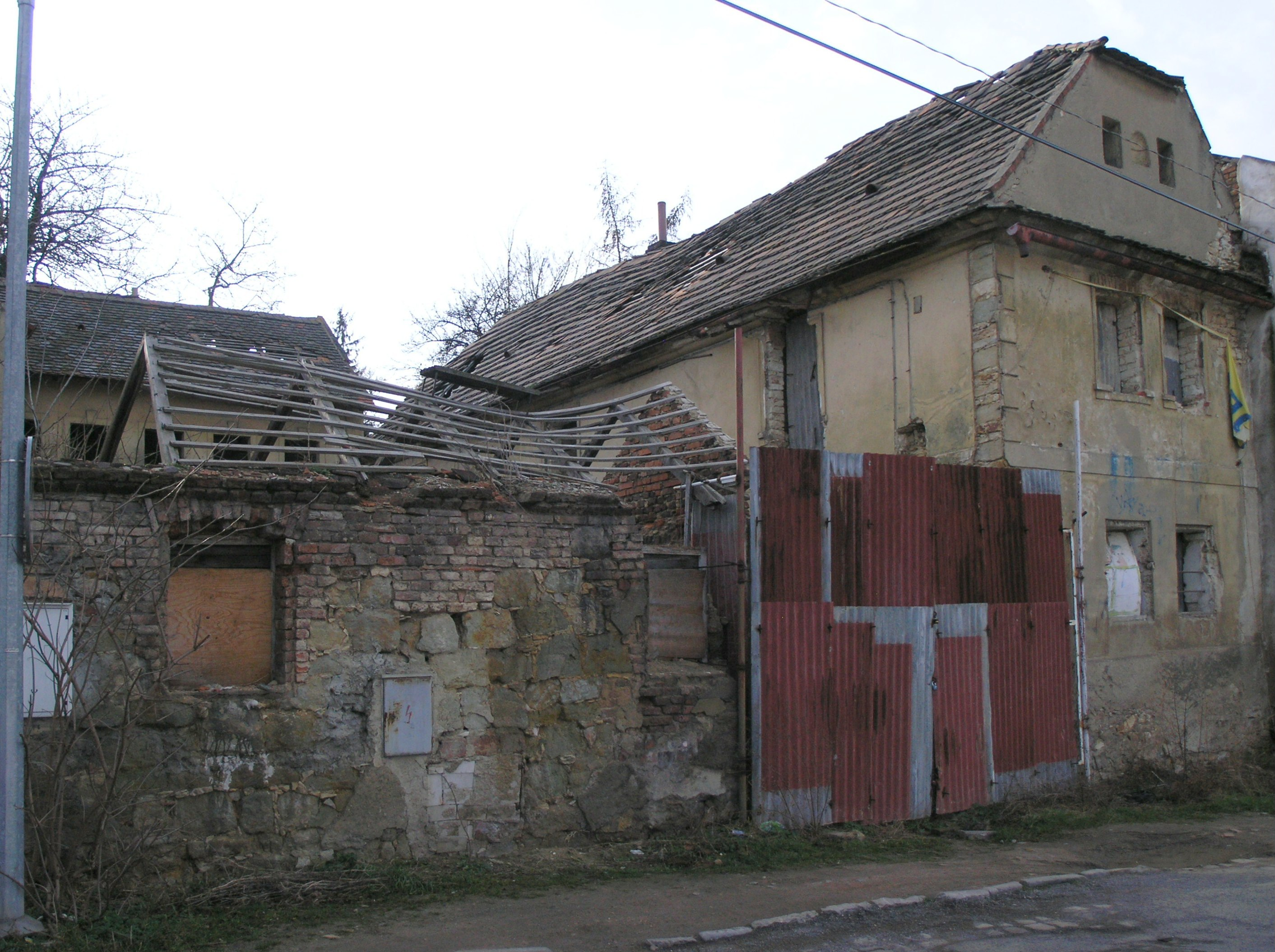
Разваливающийся дом в Старых Стржешовицах
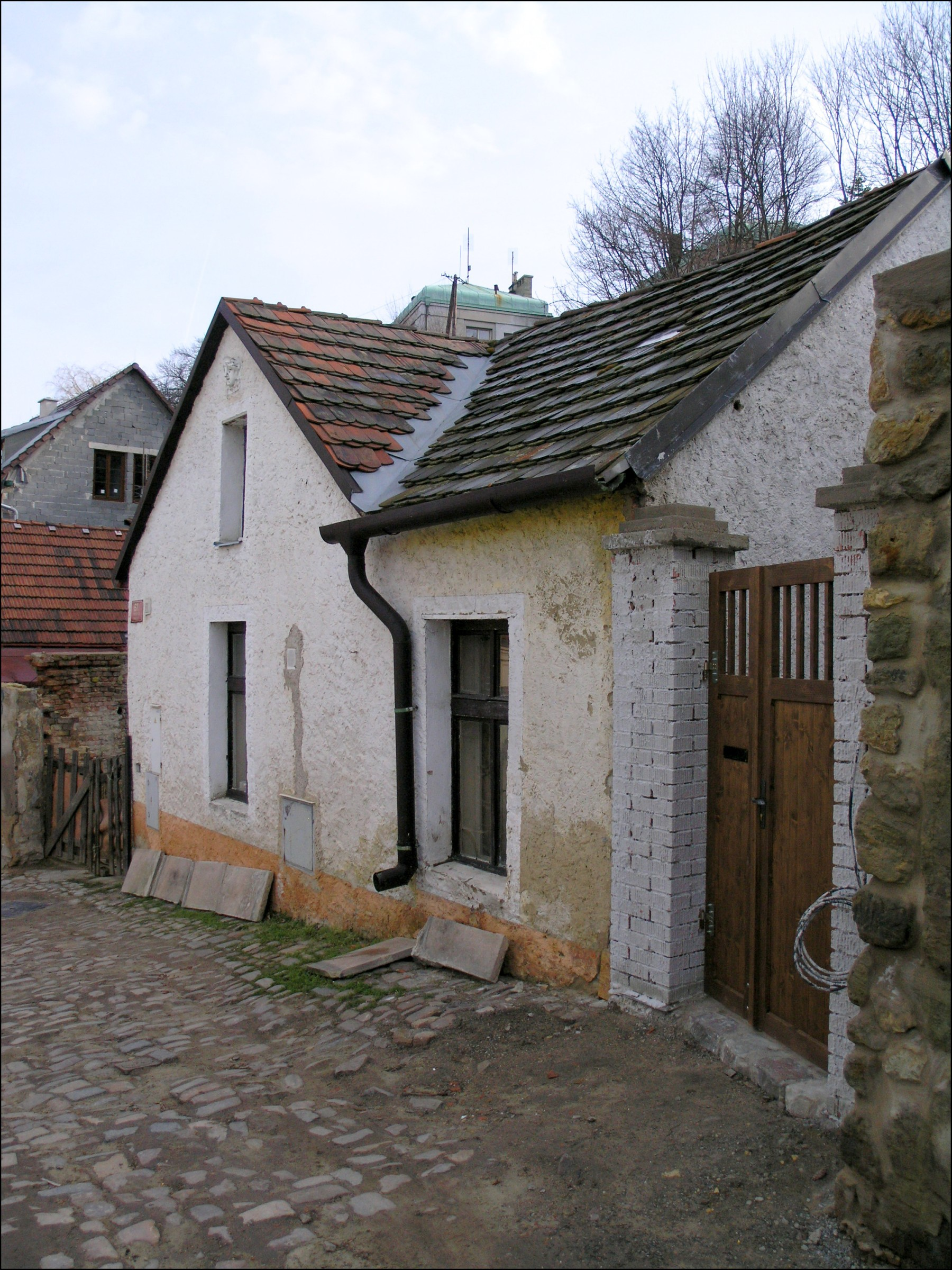
Типичный старый дом в Стржешовице
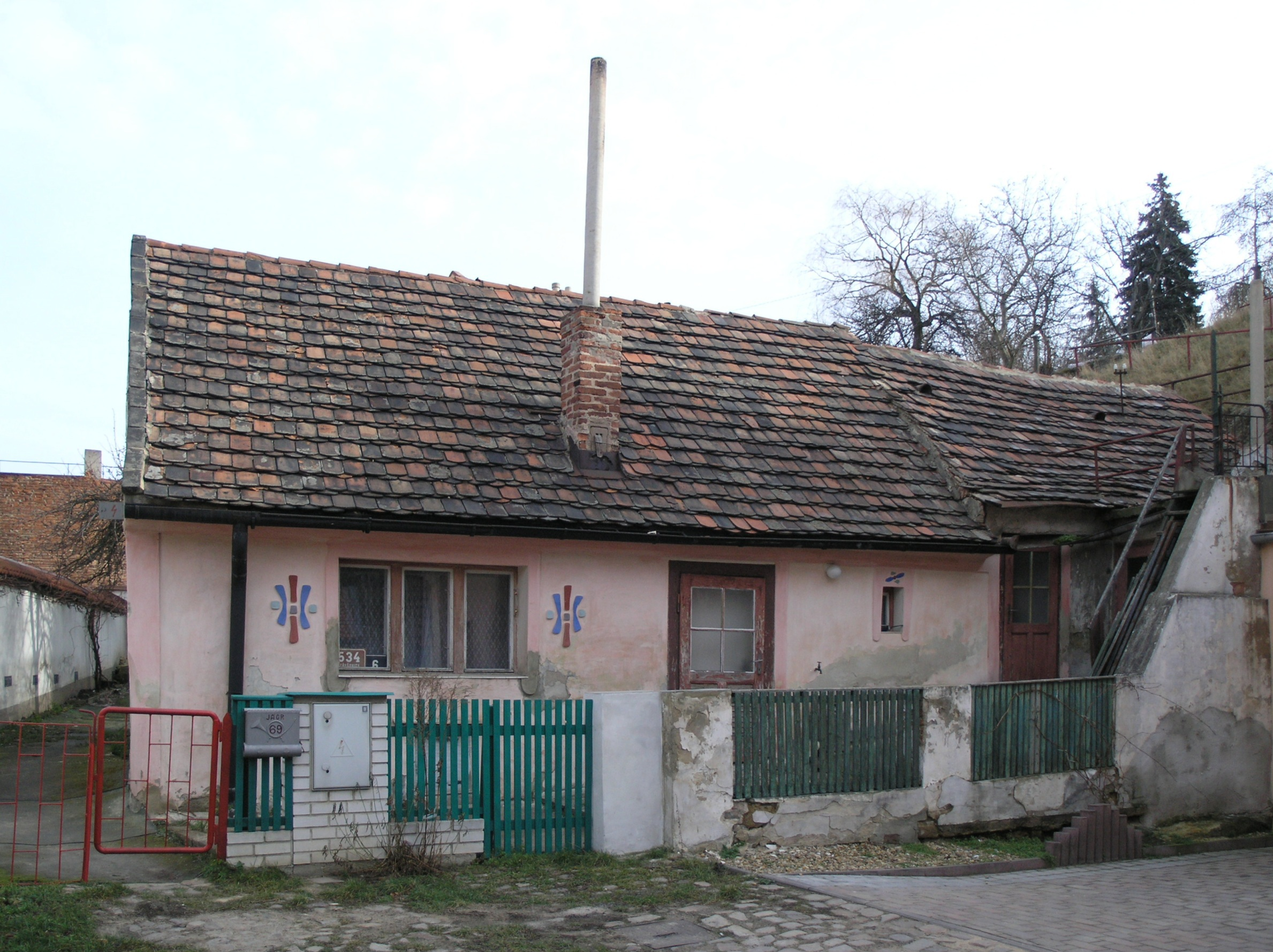
Типичный старый дом в Стржешовице
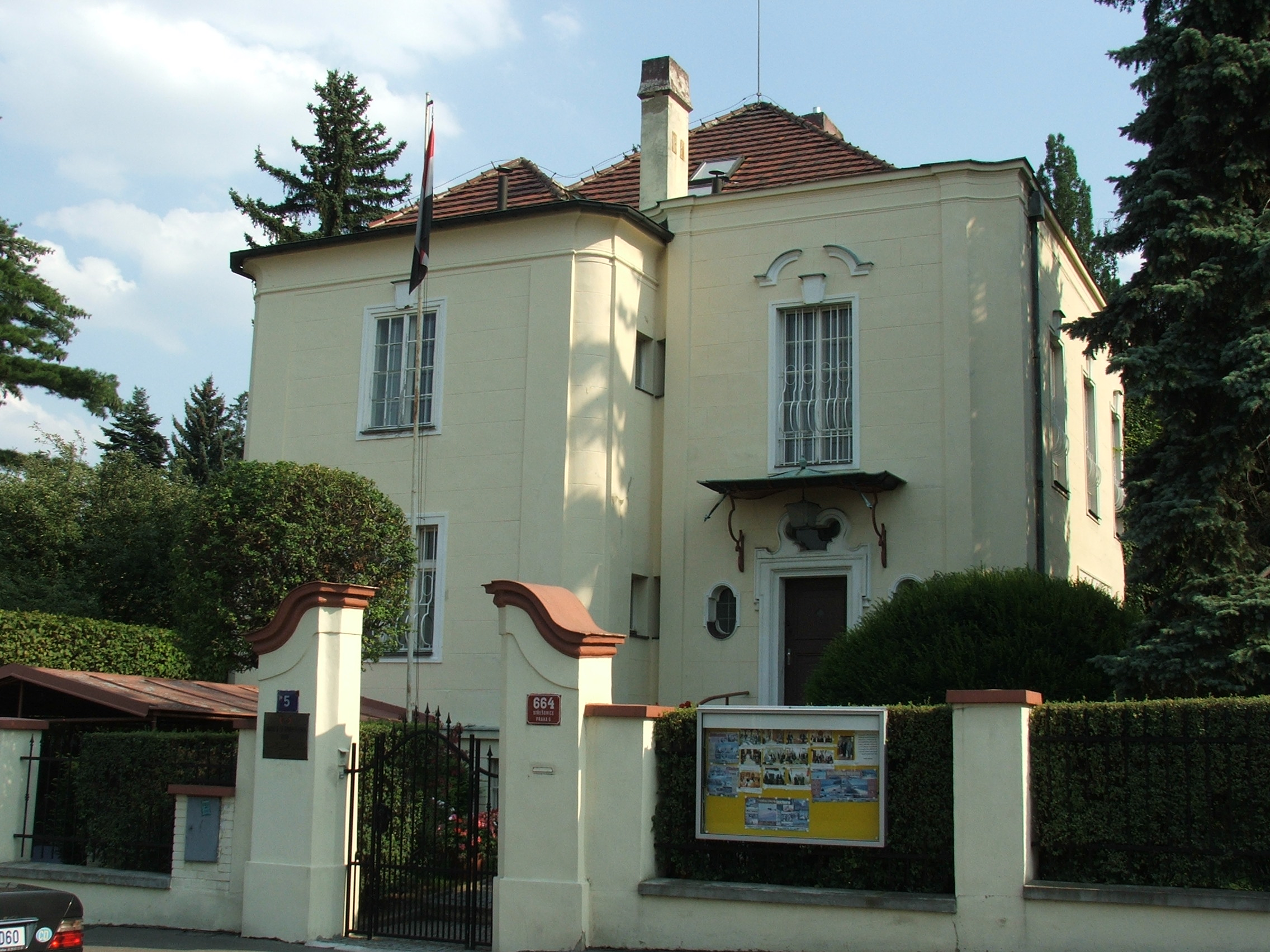
Вилла на Оржеховке
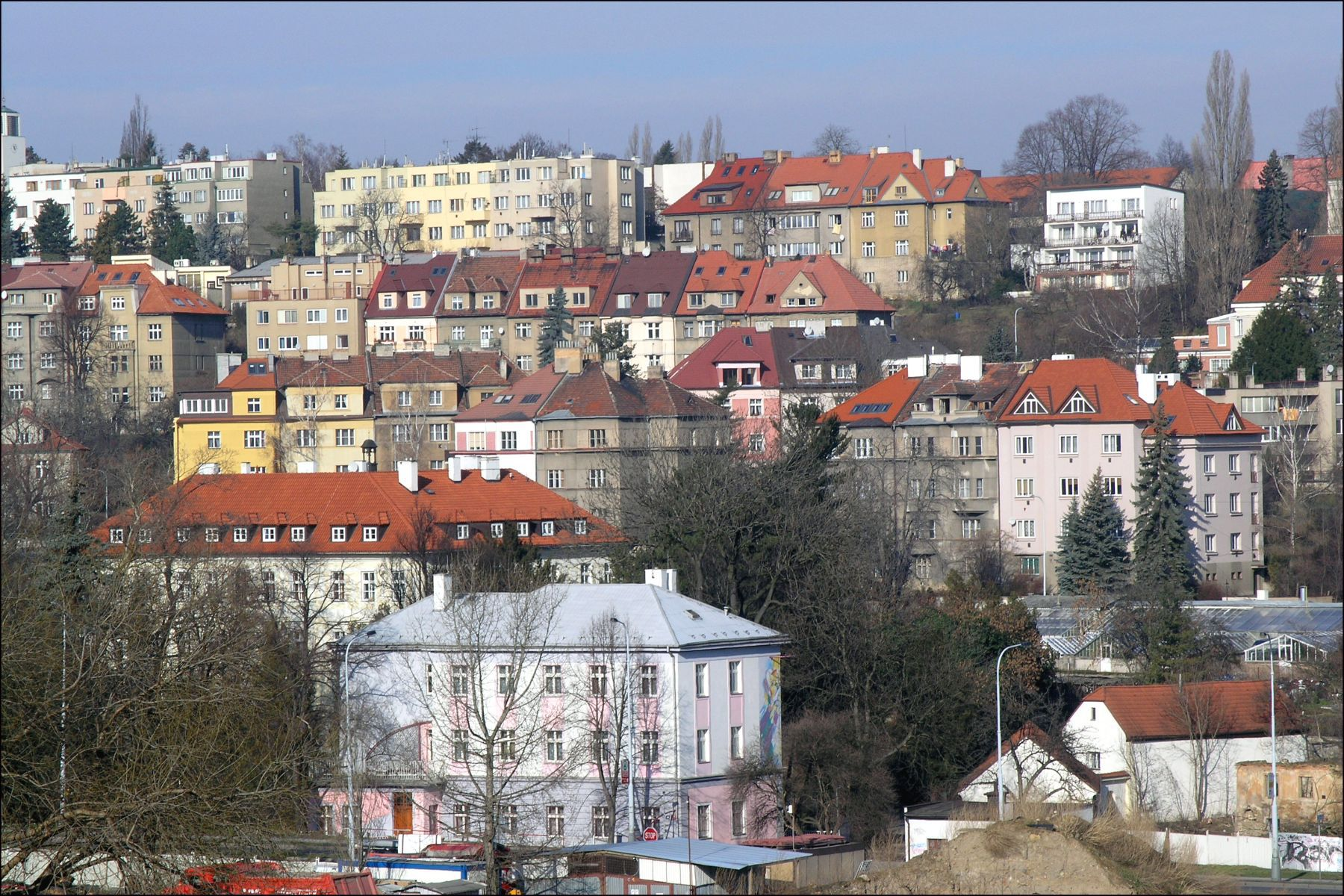
Вид с Бржевнова на Стржешовице
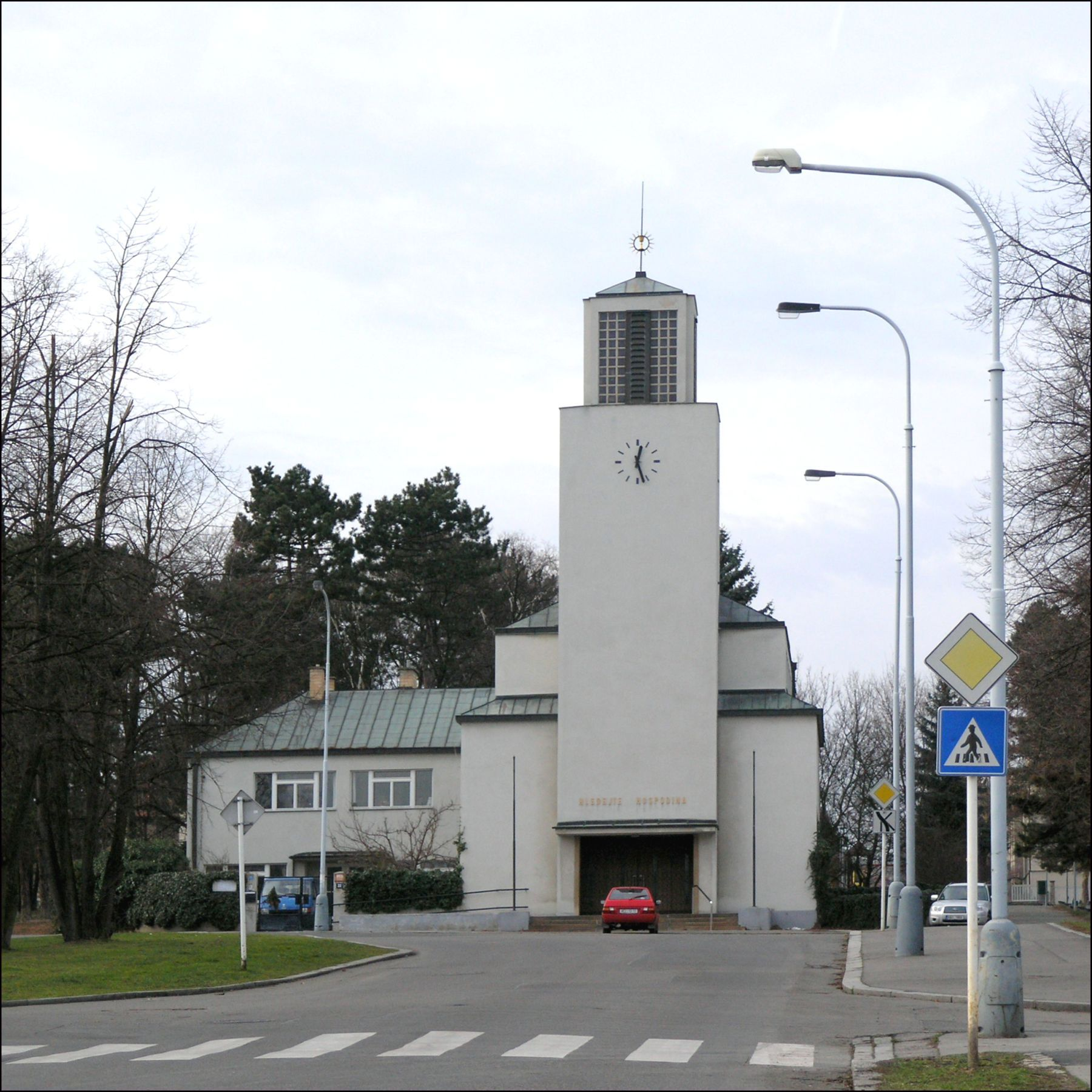
Костёл Евангелистской церкви в Стржешовице
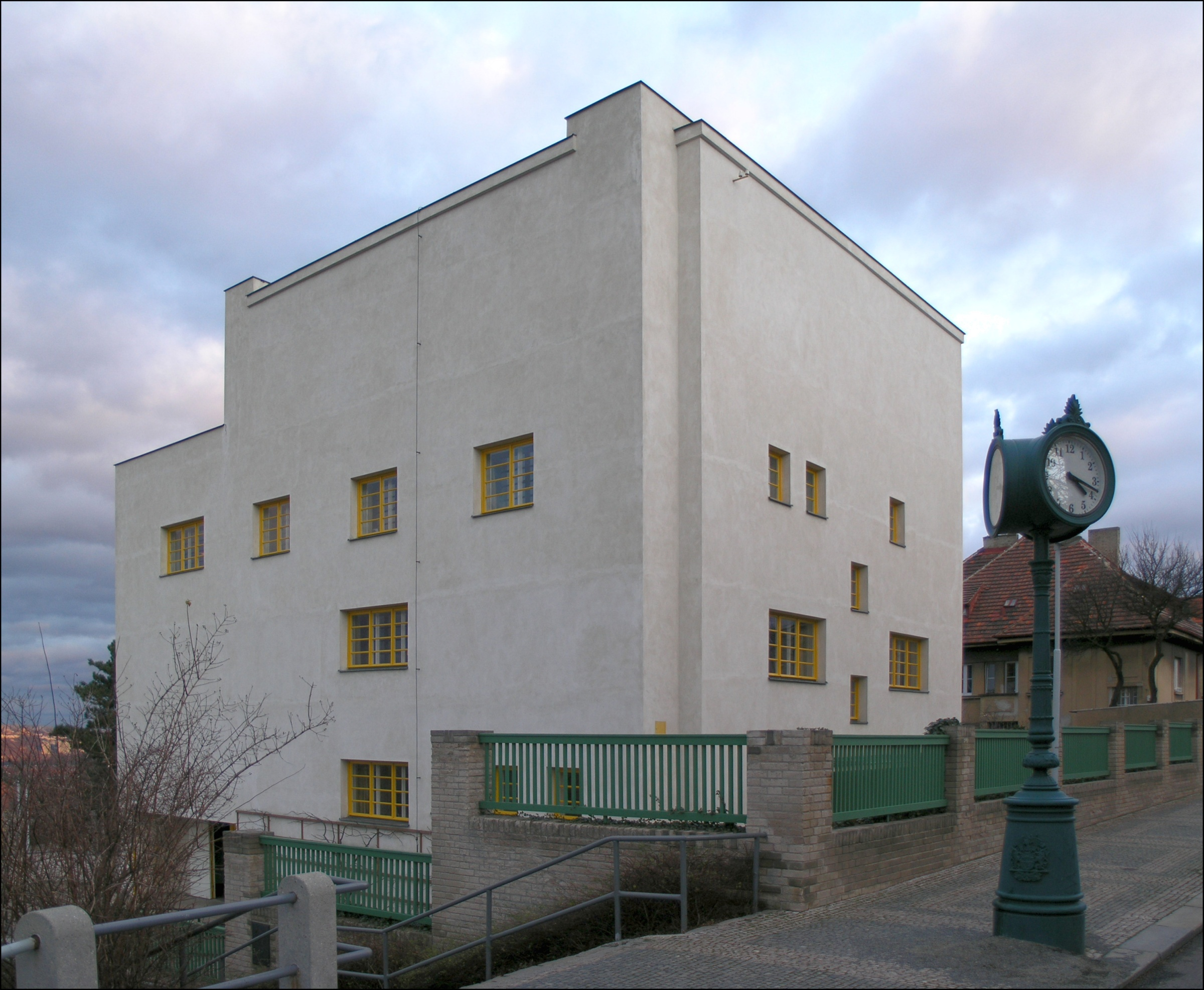
Мюллерова вилла на Оржеховке